# Pampangan (Cukuh Balak)
Pampangan is een bestuurslaag in het regentschap Tanggamus van de provincie Lampung, Indonesië. Pampangan telt 867 inwoners (volkstelling 2010).